# Catfish: The TV Show
Catfish: The TV Show (muitas vezes abreviado para Catfish) é um programa de televisão estadunidense de formato reality show, exibido pela MTV. Explica as verdades e mentiras de relacionamentos online. A série é baseada no filme documentário Catfish, produzido em 2010 e é apresentado por Nev Schulman e até a sétima temporada Max Joseph, substituído por Kamie Crawford a partir da oitava. Estreou em 12 de novembro de 2012, e a segunda temporada começou a ser transmitida em 25 de junho de 2013. Atualmente, a série está em sua oitava temporada.
Em maio de 2018, as filmagens da sétima temporada foram suspensas devido a acusações de má conduta sexual contra Schulman. A suspensão foi retirada depois que as alegações foram consideradas "não confiáveis".
Em 2020, a MTV e Wondery começaram a lançar episódios como podcasts sob o título Catfish: The Podcast, com o primeiro episódio lançado em 26 de novembro de 2020.

## Enredo
Na Internet, um "catfish" (bagre, em português) é uma pessoa que cria perfis pessoais falsos em redes sociais, fingindo ser alguém que não é, utilizando fotos de outras pessoas e informações biográficas falsas. Estes "catfishs", geralmente, tem a intenção de enganar uma ou várias pessoas inocentes, fazendo com que elas se apaixonem. O termo "catfish" é derivado do título de um documentário de 2010, em que o cineasta Nev Schulman descobre que a mulher de 20 e poucos anos com quem ele estava se relacionando online não tinha sido honesta ao se descrever. A MTV e os produtores do documentário Catfish, Nev Schulman e seu amigo, o cineasta Max Joseph, ajudam pessoas que têm um relacionamento amoroso com alguém por uma rede social, mas não a conhece na vida real. Elas desejam saber se a pessoa com quem se relacionam é real ou se é um "catfish". Alguns casais relacionam-se há alguns meses; outros, há anos.
Pessoas diversas pedem ajuda a Nev para verificar se o seu parceiro online é real ou se está escondendo a verdade sobre sua identidade. Cada episódio trata de um casal diferente, cada qual com uma história diferente. Nev viaja pelos Estados Unidos e faz uma investigação via Internet para tentar descobrir a verdade sobre o perfil. Em seguida, ele faz contato com a pessoa para marcar o primeiro encontro entre o casal.

## Recepção
A série Catfish foi criticada e sua autenticidade foi discutida, Tom Forman, o produtor executivo destaca que:
| “ | Catfish não só conta histórias de decepção. Nós também tivemos algumas histórias de amor. Encontramos pessoas que são exatamente o que eles dizem que são. Isso nós colocamos na televisão, também. Encontramos pessoas que estão dispostas a passar por uma decepção inicial e realmente e no final fazem uma conexão com a pessoa na vida real. Isso tem sido muito reconfortante. Então eu acho que, quando partimos, nós realmente não sabemos como isso vai acabar. | ” |

Em fevereiro de 2013, o site Hollywood.com publicou um relatório detalhado sobre a forma como os episódios da série são produzidos. Segundo o site, em quase todos os casos, o catfisher (aquele cuja identidade é "desconhecida") é o primeiro a entrar em contato com a MTV. Por razões legais, todas as pessoas envolvidas assinam um contrato concordando em aparecer diante da câmera. No entanto, grande parte da investigação de Nev e Max sobre eles é aparentemente genuína, como Nev não tinha falado pessoalmente com eles antes das filmagens começarem. Muitas vezes, eles já tinha deixado de se comunicar, mas concordam em retomar seu relacionamento para aparecer no show.
Em 19 de dezembro de 2012, a MTV anunciou que a série tinha sido renovada para uma segunda temporada.
Em 25 de outubro de 2013, a MTV anunciou a renovação da terceira temporada de Catfish.

## Episódios
| Temporada | Temporada | Episódios | Exibição original       | Exibição original       |
| Temporada | Temporada | Episódios | Estreia da temporada    | Final da temporada      |
| --------- | --------- | --------- | ----------------------- | ----------------------- |
|           | 1         | 12        | 12 de novembro de 2012  | 25 de fevereiro de 2013 |
|           | 2         | 16        | 25 de junho de 2013     | 15 de outubro de 2013   |
|           | 3         | 10        | 7 de maio de 2014       | 9 de julho de 2014      |
|           | 4         | 19        | 25 de fevereiro de 2015 | 30 de agosto de 2015    |
|           | 5         | 20        | 24 de fevereiro de 2016 | 21 de setembro de 2016  |
|           | 6         | 20        | 1 de março de 2017      | 30 de agosto de 2017    |
|           | 7         | 40        | 3 de janeiro de 2018    | 29 de agosto de 2018    |
|           | 8         | TBA       | 8 de janeiro de 2020    | 2020                    |

## Versões internacionais
| País        | Nome             | Apresentador(s)                                                                                       | Emissora    | No. de temporadas | Estreia                                        |
| ----------- | ---------------- | --- | ----------- | ----------------- | ---------------------------------------------- |
| Colômbia    | Catfish Colômbia | Diego Saenz, Sebastián Parra                                                                          | MTV         | 2                 | 10 de setembro de 2014 – 5 de novembro de 2015 |
| Chile       | Espías del Amor  | Julio César Rodríguez (1–), Andrés Alemparte (1–), César Antonio Campos (3–), Marcelo Arismendi (1–2) | Chilevisión | 3                 | 27 de outubro de 2015 –                        |
| Brasil      | Catfish Brasil   | Ciro Sales, Ricardo Gadelha                                                                           | MTV         | 3                 | 31 de agosto de 2016 – 11 de outubro de 2018   |
| México      | Catfish México   | Chapu Garza, José Luis Badalt                                                                         | MTV         | 1                 | 1 de março de 2018 – 31 de maio de 2018        |
| Reino Unido | Catfish UK       | Julie Adenuga, Oobah Butler                                                                           | MTV         | 1                 | 21 de abril de 2021 –                          |